# عدلي يعيش
عدلي رفعت صالح يعيش (وُلد في 30 يونيو 1952 في نابلس) هو رئيس بلدية نابلس الأسبق.

## حياته
وُلد يعيش في مدينة نابلس، وكان الأصغر من بين أخوته الثمانية. نشأ وترعرع في المدينة, قبل أن ينتقل إلى المملكة المتحدة ويتم دراسته الجامعية من جامعة ليفربول ويتخرج بدرجة البكالوريوس في الهندسة الميكانيكية مع مرتبة الشرف.
عاد يعيش بعدها إلى مدينته وعمل مع عائلته في مجال تجارة السيارات وقطعها، وانضم إلى المؤسسات المجتمعية والوطنية في مدينته.

## الانتخابات
ترشّح يعيش للانتخابات البلدية التي عَقدت عام 2005م, حيث كانت أول انتخابات تَعقد في المدينة منذ ما يقارب ال 30 عاما، وفاز هو وقائمته بالغالبية الساحقة في الانتخابات, ليصبح رئيساً لبلدية نابلس حتى عام 2012م ثم رفض أن يترشح لدورة انتخابية جديدة بسبب الظروف السياسية المتوترة في الضفة الغربية.
في عام 2017م قرر يعيش مرة أخرى الترشح للانتخابات البلدية، وفاز بثلثي مقاعد المجلس البلدي ليصبح رئيسًا لبلدية نابلس للمرة الثانية واستمر في المنصب حتى 2019.